# Emile Roemer
Emile Gerardus Maria Roemer (24 de agosto de 1962) es un político neerlandés del Partido Socialista (SP). Fue líder parlamentario del Partido Socialista en la Cámara de Representantes y líder del Partido Socialista desde el 5 de marzo de 2010 hasta el 13 de diciembre de 2017 y miembro de la Cámara de Representantes desde el 30 de noviembre de 2006 hasta el 18 de enero de 2018.

## Biografía

### Primeros años
Roemer fue el cuarto de una familia de cinco hijos. Su padre era el jefe de departamento de una empresa no conocida.
Luego de terminar la escuela secundaria, Roemer estudió para ser maestro de escuela primaria. Desde 1986 hasta 1992, fue profesor en una escuela primaria en Beuningen llamada 't Schrijverke . Desde 1992 hasta 2002, fue profesor en una escuela primaria llamada De Peppels, ubicada en su ciudad natal Boxmeer.

### Política
En 1994 fue elegido miembro del consejo municipal de Boxmeer; en 2002 se convirtió en regidor . Desde 1980 hasta 2007 fue presidente del Partido Socialista en Boxmeer. El 30 de noviembre de 2006 fue elegido miembro de la Cámara de Representantes del Partido Socialista. El 5 de marzo de 2010 fue elegido nuevo líder del partido tras la dimisión de Agnes Kant.  El 13 de marzo de 2010 fue elegido lijsttrekker para las elecciones generales neerlandesas de 2010.  También fue lijsttrekker para las elecciones neerlandesas de 2012, y nuevamente en 2017 .

### Vida personal
Roemer está casado desde 1986 con  Aimée Roemer. Tienen dos hijas.